# تلوار (دهگلان)
تلوار، روستایی از توابع بخش مرکزی شهرستان دهگلان در استان کردستان ایران است. این روستا در شمال شهر دهگلان و در کنار رودخانه تلوار قرار دارد. کمتر از ۱۰ دقیقه با این شهر فاصله دارد.

## پیشینهٔ تاریخی
تا چهار دههٔ پیش تپه‌ای قدیمی محل سکونت روستاییان بود اما اکنون به ندرت از خانه‌های قدیمی آن اثری باقی‌مانده است، در مورد قدمت تاریخی آن حدس و گمان‌هایی زده می‌شود اما تاکنون به صورت رسمی هیچ نوع حفاری باستان‌شناختی‌ای در این روستا صورت نگرفته است؛ لذا نمی‌توان قدمت تاریخی آن را به صورت دقیق مشخص نمود.
سه طایفه عمده در این روستا عبارتند از طایفه زندی، طایفه میرکی و طایفه بگه‌جانی. ریشه‌هایی تاریخی این طایفه‌ها به علت کمبود منابع روشن و واضح نیست. اما علی‌اکبر وقایع نگار کردستانی در کتاب خود «عشایر و ایلات و طوایف کرد» که به کوشش محمد رئوف توکلی تصحیح و چاپ شده است در صفحات ۵۰–۵۲ کتاب مذکور در مورد شرح حال طایفه زندیه چنین می‌نویسد که حسن علی خان حاکم کردستان به جهت کمک به مهرعلی خان ولاشجردی سپاهی تدارک می‌بیند و به منظور جنگ به طایفه زندیه راهی دیار مهر علی خان می‌شود.
در ملایر میان سپاه حسنعلی خان حاکم کردستان و سپاه زندیه به رهبری کسانی مانند کریم خان زند و شیخ علی خان نبردی سخت در می‌گیرد. در این جنگ سپاه زندیه شکست خورده و حسنعلی خان نزدیک به هزار خانواده از طایفه زندیه را به اسارت گرفته و با خود به کردستان می‌آورد. بعدها که کریم خان زند قدرت می‌گیرد و حسنعلی خان حاکم کردستان نیز به دلیل شکست از سلیم پاشای بابان تضعیف می‌شود، کریم خان برای انتقام از حسنعلی خان به کردستان حمله کرده و شهر را تصرف می کند .پس از آن تعدادی از خانواده های این طایفه در کردستان ماندگار شده و این خانواده‌ها در روستاهای ماچکه، آلی پینک و قلعه فولاد و تلوار... (۱۰روستا) ساکن می‌شوند.

## جمعیت
این روستا در دهستان حومه دهگلان قرار دارد و براساس سرشماری مرکز آمار ایران در سال ۱۳۸۵، جمعیت آن ۴۰۶ نفر (۸۵خانوار) بوده‌است. دارای نزدیک به صد خانوار و در حدود ۵۰۰ تا ۶۰۰ نفر جمعیت می‌باشد. شغل اکثر قریب به اتفاق آنها کشاورزی و دامداری است.

## کشاورزی
بخش بیشتر کشاورزی این روستا به صورت کشت دیم است هرچند تا قبل از خشک شدن رودخانه تلوار در سالهای اخیر کشت آبی نیز در این روستا چشم‌گیر بود. اما اکنون تنها به مدد تعداد انگشت‌شماری چاه عمیق و استفاده از آبهای زیر زمینی کشت آبی به صورت محدود صورت می‌گیرد. گندم مهمترین محصول روستای تلوار است. نخود، لوبیا، و دیگر حبوبات به صورت محدود کشت می‌شود. یونجه و دیگر علوفه‌ها نیز از محصولات کشاورزی این روستا به شمار می‌آید.